# Wydział Technologiczno-Przyrodniczy Uniwersytetu Rzeszowskiego
Wydział Technologiczno-Przyrodniczy Uniwersytetu Rzeszowskiego – jeden z piętnastu wydziałów Uniwersytetu Rzeszowskiego.

## Historia
Wydział powstał 1 stycznia 2025 roku, w wyniku podziału dotychczasowego Kolegium Nauk Przyrodniczych Uniwersytetu Rzeszowskiego.

## Kierunki kształcenia
Dostępne kierunki:
- Agroleśnictwo (studia I stopnia)
- Architektura krajobrazu (studia I i II stopnia)
- Bezpieczeństwo i certyfikacja żywności (studia I stopnia)
- Logistyka w sektorze rolno-spożywczym (studia I i II stopnia)
- Menedżer rozwoju produktu (studia I stopnia)
- Ochrona środowiska (studia I i II stopnia)
- Odnawialne źródła energii i gospodarka odpadami (studia I i II stopnia)
- Rolnictwo (studia I i II stopnia)
- Technologia żywności i żywienie człowieka (studia I i II stopnia)

## Struktura organizacyjna

### Instytut Nauk Rolniczych, Ochrony i Kształtowania Środowiska
Dyrektor: prof. dr hab. Krzysztof Kukuła
- Zakład Agroekologii
- Zakład Ekologii i Ochrony Środowiska[4]
- Zakład Fizjologii i Biotechnologii Roślin
- Zakład Gleboznawstwa, Chemii Środowiska i Hydrologii
- Zakład Inżynierii Produkcji Rolno-Spożywczej
- Zakład Ochrony Przyrody i Ekologii Krajobrazu
- Zakład Podstaw Rolnictwa i Gospodarki Odpadami
- Zakład Produkcji Roślinnej
- Pracownia Architektury Krajobrazu
- Pracownia Bioróżnorodności
- Stacja Doświadczalna

### Instytut Technologii Żywności i Żywienia
Dyrektor: dr hab. Grzegorz Zaguła
- Zakład Bioenergetyki, Analizy Żywności i Mikrobiologii
- Zakład Chemii i Toksykologii Żywności
- Zakład Ogólnej Technologii Żywności i Żywienia Człowieka
- Zakład Produkcji Zwierzęcej i Oceny Produktów Drobiarskich
- Zakład Przetwórstwa i Towaroznawstwa Rolniczego
- Zakład Technologii Mleczarstwa
- Pracownia Biochemii Analitycznej